# Grada (Polen)
Grada (Duits: Gradda; 1930-1945: Ganglau) is een plaats in de Poolse gemeente Stawiguda, in het district Olsztyn. Het ligt ongeveer 4 kilometer ten noordoosten van Stawiguda en 13 km ten zuiden van de regionale hoofdstad Olsztyn. Het ligt in Warmia.
Voor 1772 maakte het gebied deel uit van het Koninkrijk Polen, 1772-1871 Pruisen, 1871-1945 Duitsland, en opnieuw Polen sinds 1945.